# Heterolacurbs ovalis
Heterolacurbs ovalis – gatunek kosarza z podrzędu Laniatores i rodziny Biantidae. Jedyny znany przedstawiciel monotypowego rodzaju Heterolacurbs.

## Występowanie
Gatunek został wykazany z Togo.